# نایسمونده
نایسمونده (به آلمانی: Neißemünde) یک شهر در آلمان است که در اودر-اشپری واقع شده‌است. نایسمونده  ۱٬۷۲۸ نفر جمعیت دارد.